# Afterlife (песня Грейсона Ченса)
Afterlife — песня, первый сингл из третьего студийного (второго по счёту мини-альбома) «Somewhere Over My Head» американского музыканта и исполнителя Грейсона Ченса, выпущенная 28 октября 2015 года.
Выпуск этого сингла ознаменовал возвращение Ченса в музыку после двухлетнего перерыва. Эксклюзивная премьера песни состоялась на сайте американского журнала о музыке «Billboard».

## История
Песня была написана в Оклахоме и Лос-Анджелесе. Она отражает личную историю и некое событие, произошедшее в личной жизни музыканта. Ченс написал песню о том, что человек чувствует, когда кого-то теряет; о том, как человек чувствует себя грустным и потерянным. В интервью изданию «Danamic» Ченс признался, что написал песню о приятеле, который чуть было не покончил жизнь самоубийством. Кроме того, он рассказал, что родился и воспитывался в христианской семье и верит в загробную жизнь, поэтому песня как раз об этом — было бы его приятелю лучше в ином мире, или в настоящем.
По словам Ченса, молодому артисту приходится непросто сопротивляться веяниям и правилам индустрии. Особенно непросто ему было, когда песни, в которые он вкладывал так много усилий, сильно критиковали представители лейбла или продюсеры, сомневаясь в том, что материал станет коммерчески успешным.
5 ноября 2015 года в эфир вышла запись передачи «Шоу Эллен Дедженерес», где Ченс вживую исполнил новый сингл. Возвращение на передачу произошло после того, как пять лет назад Дедженерес дала старт музыкальной карьере Ченса.

## Видеоклип
28 октября 2015 года Ченс выпустил официальное видео с текстом песни, а 3 ноября того же года официальное живое видео, где он исполнил песню в «Henson Studios» в Лос-Анджелесе.

## Форматы записи
Цифровая дистрибуция
1. Afterlife (3:16)

Цифровая дистрибуция (ремикс)
1. Afterlife (Frank Pole Remix)[13] (4:08)

Американский артист Фрэнк Пол (англ. Frank Pole), который записал ремикс сингла для Грейсона Ченса позже работал с ним вновь — музыканты записали совместный сингл «Anything» (2020), вошедший на альбом Пола «Armada Christmas Dinner Mix». Существует две версии сингла — танцевальная и акустическая.

## Отзывы критиков
- Американский музыкальный телеканал «MTV» сообщает о выступлении Ченса на «Шоу Эллен Дедженерес» и пишет, что после прослушивания исполнения песни «можно с уверенностью сказать, что у нас отвисла челюсть». Обозреватель Стейси Грант особенно отмечает изменившийся голос повзрослевшего музыканта[8].
- Бренди Макдоннелл (англ. Brandy McDonnell), автор местной газеты «Oklahoman» отмечает возрастное изменение голоса музыканта и пишет: Ченс «обладает приятным блюзовым баритоном, но по прежнему берёт высокие ноты». Критик продолжает: «Песня демонстрирует влияние R&B, фанка и джаза на 18-летнего музыканта и позволяет ему достичь впечатляющих вокальных высот.»[10].
- Музыкальный портал «The Musical Hype» отмечает, что песня «хорошо написана, хорошо спродюсирована и хорошо спета». Она «определённо кажется отличным шагом» к зрелой карьере Ченса. «Afterlife» не является каким-то новым изобретением, однако «показывает певца с более крепким голосом, подчеркнутым болезненным фальцетом»[16].
- Музыкальный портал «Album Confessions» также обращает внимание на меняющийся голос молодого артиста: «18-летний парень звучит зрело, уверенно и более соответствует своему все еще развивающемуся голосу». Критики портала хвалят вокальное исполнение композиции и отмечают, что песня написана очень эмоционально. «„Afterlife“ напоминает инди-поп-музыку Мэта Кирни (англ. Mat Kearney), честный комплимент. Артист может продемонстрировать солидный вокальный диапазон и установить связь со слушателями, дав им быстрый взгляд на свою личную жизнь.»,- замечают авторы рецензии[1].
- Бриттани Пикеринг (англ. Brittany Pickering), корреспондент «Oklahoma Gazette» пишет, что «Afterlife» — «настоящий летний джем. Тексты куплетов горят медленно, но при этом все еще чувствуя драйв, а припев врывается пропитанным солнцем, туманным гимном, подкрепленным электронными танцевальными битами, — идеальный саундтрек для долгих поездок с опущенными окнами»[17].